# Kyotoprotokollet

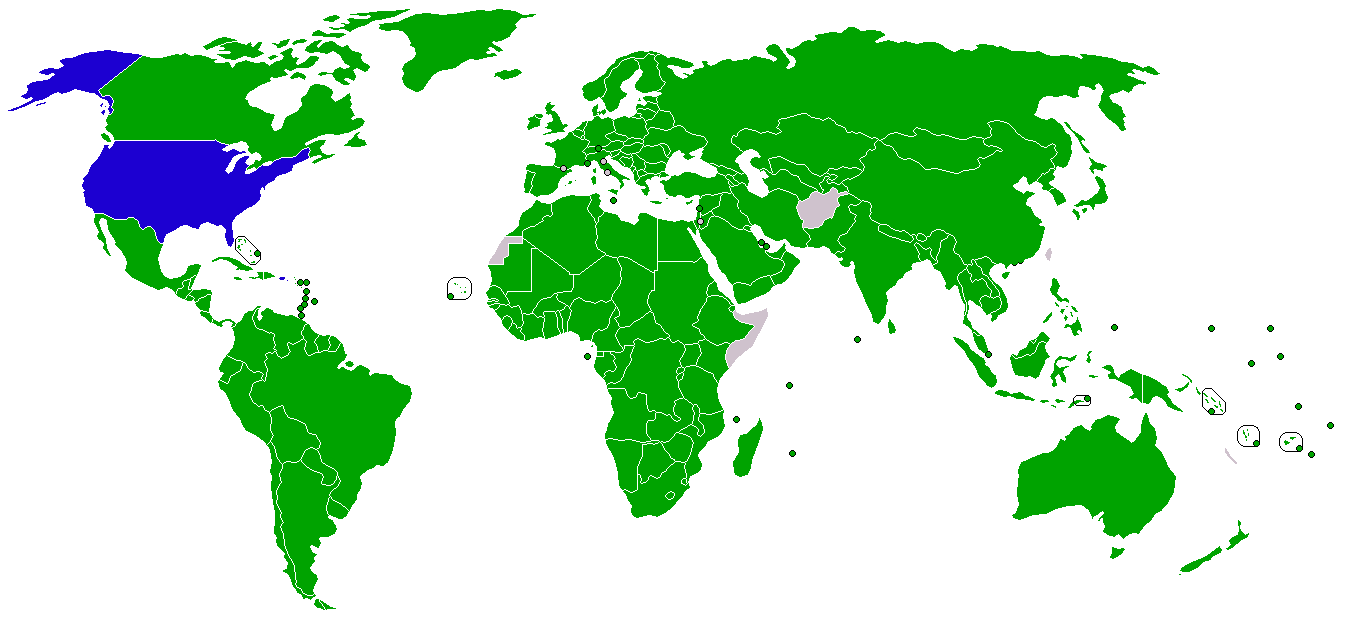
Medverkande i Kyotoavtalet 2009:

Medverkande i Dohatillägget till Kyotoavtalet 2012-2020

Kyotoprotokollet är en internationell överenskommelse, sluten den 11 december 1997 i Kyoto i Japan, därav namnet. Avtalet, som trädde i kraft den 16 februari 2005, innefattade klimatmål om att de årliga globala utsläppen av växthusgaser skulle minska med minst 5,2 procent från året 1990 till perioden 2008–2012. På klimatkonferensen i Doha 2012 blev det enighet om att förlänga avtalet till år 2020.  

## Ländernas åtagande
Kyotoprotokollet innebär bland annat att EU-medlemsländerna ska minska sina utsläpp med åtta procent och Japan med sex procent. EU-medlemsländerna har sedan förhandlat inbördes och fått olika enskilda kvoter. Det gäller främst sex växthusgaser som ska begränsas av Kyotoprotokollet. Alla dessa skulle sänkas till 5,2 procent under 1990 års utsläpp, Sverige är ett av de länder som har lyckats med detta mål. Avtalet tillåter dessutom en handel med utsläppsrätter, var utsläppen sker har ingen större betydelse, huvudsyftet är att få ner den totala kvoten. Därför finns det ett system som gör att länder, som har svårt att sänka sina utsläpp, kan betala projekt i andra länder, där man lyckas sänka sina utsläpp. De flesta länder, som skrivit under Kyotoavtalet, har också lyckats sänka sina utsläpp, men ofta inte i tillräcklig utsträckning. En del länder som Spanien har dock ökat sina utsläpp, i det här fallet med 50 procent. För att avtalet skulle träda i kraft, krävdes det att minst 55 länder som tillsammans svarade för 55 procent av 1990 års utsläpp officiellt ratificerade det, det vill säga godkände avtalet i respektive lands parlament.
När avtalet slöts var Bill Clinton USA:s president, men USA:s kongress ratificerade inte avtalet under återstoden av hans presidenttid, som varade fram till januari 2001. I mars 2001 deklarerade USA:s nye president George W. Bush att USA inte skulle ratificera Kyotoprotokollet. Hans förklaring till det var att utvecklingsländer inte behöver begränsa sina utsläpp i lika stor omfattning som de utvecklade länderna. Den sänkning som USA lyckades göra från 2005 till 2006 berodde till största del på att vintern var ovanligt mild och sommaren ovanligt kall. 
Vid överläggningar mellan EU-medlemsländerna och Ryssland uttalade EU-medlemsländerna sitt stöd för att Ryssland skulle bli medlem i Världshandelsorganisationen (WTO) mot att Ryssland stödde Kyotoprotokollet. När Ryssland så skrev under innebar det att avtalet verkligen kunde träda i kraft.
USA hade valt att ställa sig utanför samarbetet. Man säger att det skulle påverka USA:s ekonomi negativt samt att avtalet är orättvist då stora ekonomier som Indien och Kina inte omfattas av utsläppsregleringarna. Vissa av USA:s delstater, till exempel Kalifornien, har dock satt upp egna klimatmål som liknar Kyotoavtalet. Staden San Francisco har skrivit under och ratificerat.
Australien valde också länge att stå utanför men den 3 december 2007 skrev den nyvalde premiärministern Kevin Rudd under avtalet för Australiens räkning. Det var hans nya regerings första åtgärd i regeringsställning.
Kanada skrev under Kyotoprotokollet 1998 och ratificerade det 2002 men drog sig ur avtalet 2011, och utträdet fullbordades 2012.
Somalia skrev under Kyotoprotokollet 2010 och Afghanistan skrev under avtalet 2013. 
Sydsudan utropade sig som självständigt från Sudan 2011 och omfattas inte av avtalet, då den självständiga staten ännu inte skrivit under det.

## Frågan om nytt avtal
Vid Förenta nationernas klimatkonferens i Köpenhamn 2009 var enligt de riktlinjer som sattes upp under klimatkonferensen i Bali 2007 mötets huvudmål att komma överens om vad som ska ersätta Kyotoprotokollet när det löpte ut 2012. Men någon enighet kunde inte nås under Köpenhamnsmötet och förhandlingarna flyttades fram ett år till mötet i Cancún i Mexiko 2010. Inte heller då lyckades man dock nå enighet utan förhandlingarna fortsatte vid mötet i Durban i Sydafrika 2011 och vid mötet i Doha i Qatar 2012. På klimatkonferensen i Doha beslutade man om att förlänga Kyotoprotokollet till år 2020. I december 2020 hade 148 länder accepterat dessa förändringar.
Några länder, Japan, Nya Zeeland och Ryssland, ville efter beslutet om förlängning inte åta sig nya bindande utsläppsmål för en andra åtagandeperiod.